# Karl Harbacher
Karl Anton Harbacher (* 2. November 1879 in Klagenfurt; † 8. März 1943 in Berlin) war ein österreichisch-deutscher Schauspieler.

## Leben
Der gelernte Friseur arbeitete zunächst in verschiedenen Städten in diesem Beruf. In Berlin wechselte er 1904 zur Schauspielerei. Er begann seine Bühnenkarriere am Berliner Zentraltheater. 1913 erhielt er seine erste Filmrolle.
Harbacher wurde zu einem der meistbesetzten Nebendarsteller im deutschen Film. Er verkörperte die unterschiedlichsten Nebencharaktere, vom Diener und Angestellten bis zum Adeligen und Generaldirektor.

## Filmografie
- 1913: Die Jagd nach der Hundertpfundnote oder Die Reise um die Welt
- 1914: Das Haus ohne Tür (unvollendet)
- 1914: Fräulein Piccolo
- 1915: Frau Annas Pilgerfahrt
- 1915: Musketier Kaczmarek
- 1916: Der gepumpte Papa
- 1916: Spiel im Spiel
- 1916: Zirkusblut
- 1920: So ein Mädel
- 1920: Wenn die Liebe nicht wär
- 1920: Ihr tollster Trick
- 1920: Gentlemen-Gauner
- 1921: Filmbanditen
- 1921: Der Mann ohne Namen (6 Teile)
- 1921: Die Abenteurerin von Monte Carlo
- 1922: Die vom Zirkus
- 1922: Die blonde Geisha
- 1922: Das Weib auf dem Panther
- 1923: Die Frau mit den Millionen
- 1923: Alt-Heidelberg
- 1924: Sylvester
- 1924: Soll und Haben
- 1924: Die Liebe ist der Frauen Macht
- 1924: Die Fahrt ins Verderben
- 1924: Auf Befehl der Pompadour
- 1925: Harry Hill im Banne der Todesstrahlen
- 1925: Der Hahn im Korb
- 1925: Kampf um die Scholle
- 1925: Die vertauschte Braut
- 1925: Das alte Ballhaus (2 Teile)
- 1925: O alte Burschenherrlichkeit
- 1925: Götz von Berlichingen zubenannt mit der eisernen Hand
- 1925: Der Bankkrach Unter den Linden
- 1926: Die Försterchristl
- 1926: Manon Lescaut
- 1926: Nana
- 1926: Annemarie und ihr Ulan
- 1926: Wie einst im Mai
- 1926: Die Flucht in den Zirkus
- 1926: Der Hauptmann von Köpenick
- 1926: Nixchen
- 1926: Schatz, mach' Kasse
- 1927: Der Juxbaron
- 1927: Benno Stehkragen
- 1927: Venus im Frack
- 1927: Sein größter Bluff
- 1928: Moral
- 1928: Heut’ tanzt Mariett
- 1928: Es zogen drei Burschen
- 1928: Artisten
- 1928: Schneeschuhbanditen
- 1928: Mein Herz ist eine Jazzband
- 1928: Was ist los mit Nanette?
- 1929: Es war einmal ein treuer Husar
- 1929: Ja, Ja, die Frau’n sind meine schwache Seite
- 1929: Ich hab' mein Herz im Autobus verloren
- 1929: Die Garde-Diva
- 1929: Das Mädel mit der Peitsche
- 1929: Was eine Frau im Frühling träumt
- 1929: Lux, der König der Verbrecher
- 1929: Besondere Kennzeichen
- 1929: Großstadtkinder — Zwischen Spree und Panke
- 1930: Fundvogel
- 1930: Lumpenball
- 1930: Mach’ mir die Welt zum Paradies
- 1930: Kohlhiesels Töchter
- 1930: Zapfenstreich am Rhein
- 1930: Das Kabinett des Dr. Larifari
- 1931: Die Privatsekretärin
- 1931: Stürmisch die Nacht
- 1931: Jede Frau hat etwas
- 1931: Kaiserliebchen
- 1931: Jeder fragt nach Erika
- 1931: Sein Scheidungsgrund
- 1931: Der Schrecken der Garnison
- 1931: Ich heirate meinen Mann
- 1931: Die Nacht ohne Pause
- 1931: Berlin – Alexanderplatz
- 1932: Liebe in Uniform
- 1932: Spione im Savoy-Hotel
- 1933: Welle 4711
- 1933: Mister Herkules
- 1933: Viktor und Viktoria
- 1934: Carlos schönstes Abenteuer
- 1934: Gern hab' ich die Frau'n geküßt
- 1934: Schützenkönig wird der Felix
- 1934: Da stimmt was nicht
- 1935: Sie oder Sie
- 1935: Alles hört auf mein Kommando
- 1935: Nur nicht weich werden, Susanne!
- 1935: Alles weg'n dem Hund
- 1935: Vergiß mein nicht
- 1936: Kater Lampe
- 1936: Boccaccio
- 1936: Hummel - Hummel
- 1937: Sieben Ohrfeigen
- 1938: Spiel im Sommerwind
- 1939: Das Ekel
- 1939: Ihr erstes Erlebnis
- 1939: Männer müssen so sein
- 1939: Sommer, Sonne, Erika
- 1941: U-Boote westwärts!
- 1942: Der Fall Rainer
- 1942: Die goldene Stadt
- 1942: Der große Schatten
- 1942: Sein Sohn
- 1943: Münchhausen
- 1943: Der ewige Klang